# Auferstehung-Christi-Kirche (Rottweil)

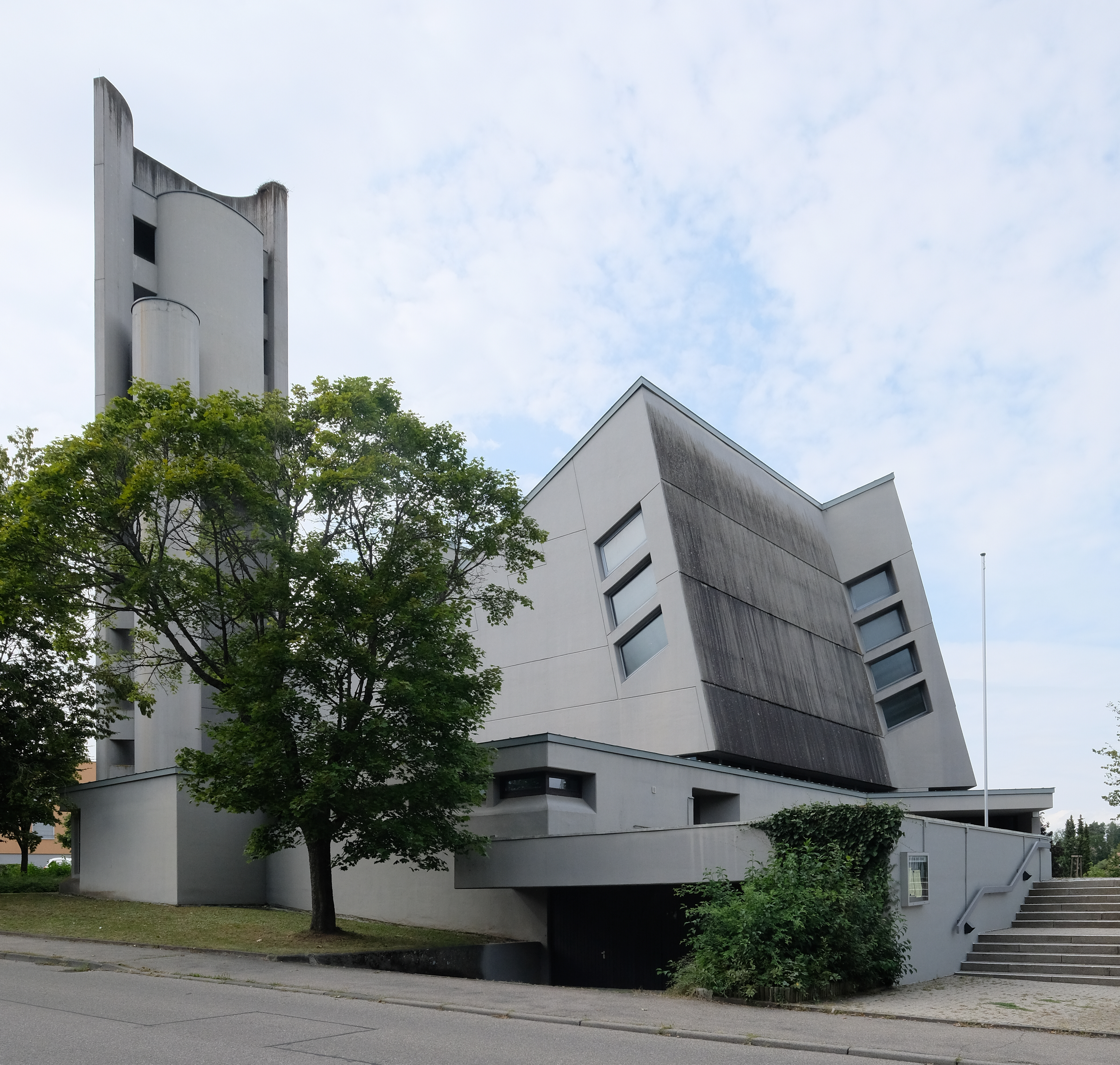
Auferstehung-Christi-Kirche in Rottweil

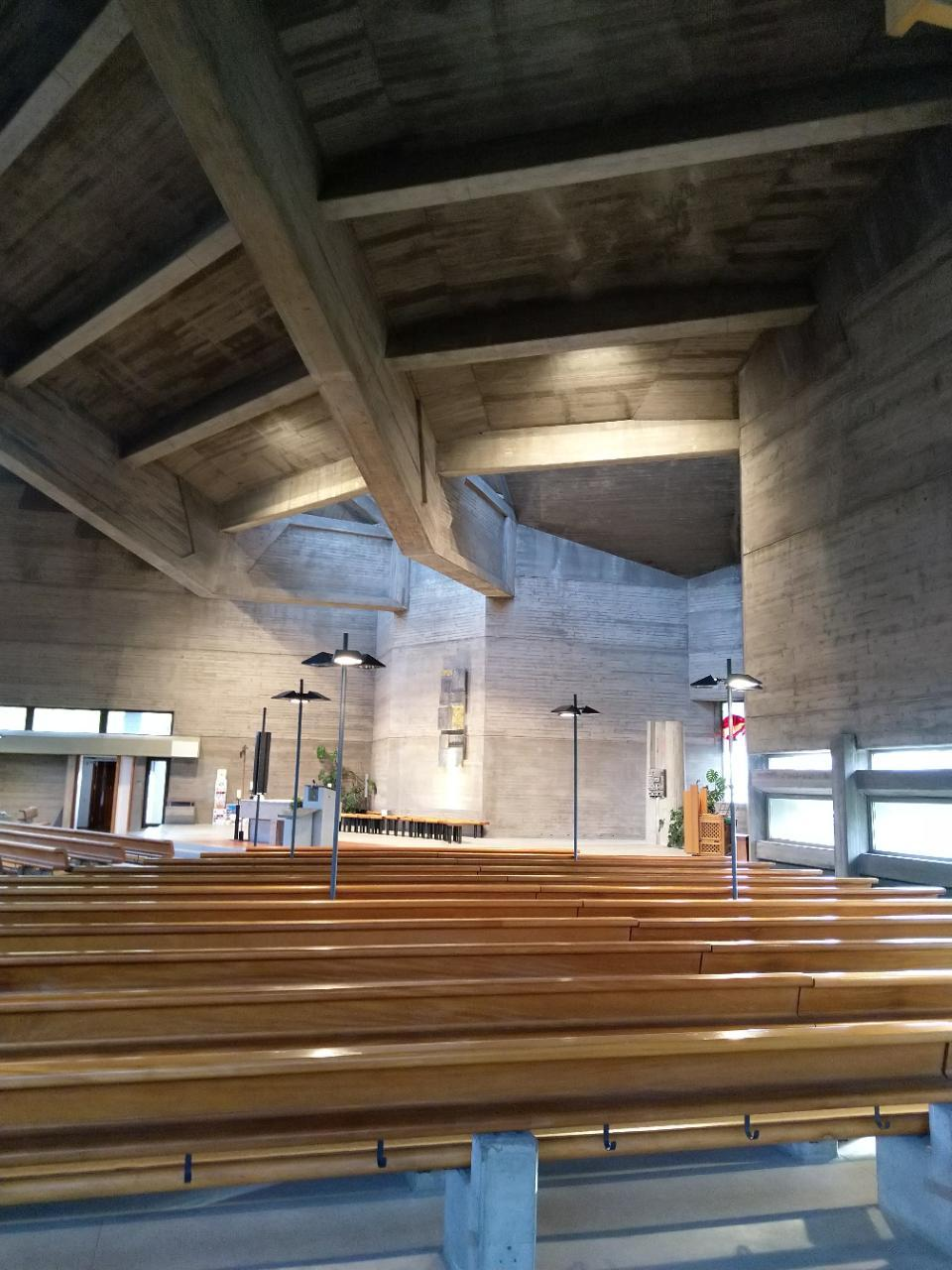
Innenraum

Die römisch-katholische Pfarrkirche Auferstehung Christi ist ein denkmalgeschütztes Kirchengebäude in Rottweil, im baden-württembergischen Landkreis Rottweil. Sie gehört zur katholischen Seelsorgeeinheit Rottweil-Hausen-Neukirch in der Gesamtkirchengemeinde Rottweil im Dekanat Rottweil der Diözese Rottenburg-Stuttgart. Sie ist der Auferstehung Christi gewidmet.

## Geschichte und Architektur
Die Kirche wurde von 1967 bis 1970 im Neubaugebiet auf der Spitalhöhe im Krummen Weg (Nr. 39) im Stil des Brutalismus errichtet. Die Pläne stammen vom Architektenbüro Kammerer + Belz in Stuttgart. Die Grundsteinlegung erfolgte am 25. April 1968, am 21. Juni 1970 wurde die Kirche von Bischof Carl Joseph Leiprecht geweiht. 
Architektonisch ist der Kirchanbau in mehrere schräg abfallende Baukörper gegliedert, die zusammen eine zeltartige Struktur bilden, wobei der Altarraum die niedrigste Dachhöhe aufweist. Sie erzeugen zusammen den Eindruck eines einstürzenden Gebäudes, das vom Turm gestützt wird oder auch einer Verneigung des Daches vor der Gegenwart Christi. Der 33 m hohe, freistehende Turm ist aus Schalensegmenten und Zylindern aufgebaut. Die Fassade wurde ebenso wie der Innenraum vollständig in Sichtbeton ausgeführt, wobei die Außenfassade bei einer Renovierung in den Jahren 1999 und 2000 mit einem Putz versehen wurde.
Das Gestühl im Inneren ist radial in drei Blöcken angeordnet, die auf den zentralen Altar gerichtet sind. Die Anordnung wurde durch die Reformen des Zweiten Vatikanischen Konzils geprägt, durch welche unter anderem die die strikte Trennung zwischen Altarraum und Gemeinde infrage gestellt wurde. Ebenso wurden drei gleichwertige Eingänge zum Kirchenraum anstelle eines Hauptportals und Nebeneingängen geschaffen.
Die Ausstattung der Kirche besteht aus einem Kreuzrelief von Franz Bucher sowie Altar, Tabernakel, Taufbrunnen und einer Marienfigur von Siegfried Haas. Das Taufbecken wurde aus der Taufkapelle im Jahr 2000 in den Altarraum versetzt.
Die Hauptorgel aus dem Jahr 1971 stammt von der Firma Reiser Orgelbau aus Biberach an der Riß. Sie wurde 2007/2008 grundlegend restauriert. Die Chororgel der Firma Orgelbau Tzschöckel aus Althütte wurde 1990 gebaut.
Die Kirche wurde 2019 vom Landesamt für Denkmalpflege in die Denkmalliste aufgenommen.

## Trivia
Umgangssprachlich wird die Kirche aufgrund ihrer für die Stadt Rottweil ungewöhnlichen Architektur scherzhaft als St. Beton oder Seelenabschussrampe bezeichnet.

## Nachweise
1. ↑  Katharina Herrmann, Patrick Jung: Landkreis Rottweil. In: Landesamt für Denkmalpflege Baden-Württemberg (Hrsg.): Denkmaltopographie Bundesrepublik Deutschland. Kulturdenkmale in Baden-Württemberg. Band III.7.2. Jan Thorbecke Verlag, Ostfildern 2023, ISBN 978-3-7995-1173-5, S. 630.
2. 1 2  Regierungspräsidium Stuttgart: Katholische Kirche „Auferstehung Christi“ in Rottweil ist nun junges Kulturdenkmal. 10. Dezember 2019, abgerufen am 23. Juli 2024.
3. 1 2 3  Bau gewordener Zukunftstraum von Kirche. Schwarzwälder Bote, 29. März 2018, abgerufen am 20. Juli 2024.
4. ↑  Orgel Auferstehung Christi. Katholische Seelsorgeeinheit Rottweil-Hausen-Neukirch, abgerufen am 15. Juli 2024.

Koordinaten: 48° 9′ 26,2″ N, 8° 37′ 23,5″ O